# Rogério de Montgomery
Rogério de Montgomery (morto por volta de 1094), também conhecido como Rogério de Montgomery, o Grande, foi o primeiro conde de Shrewsbury. Seu pai era Rogério de Montgomery, Senhor de Montgomery, e era um parente, provavelmente, um sobrinho-neto, da duquesa Gunora, esposa do duque Ricardo I da Normandia. Seu pai teve grandes participações no centro de Normandia, principalmente no vale do Dives, no qual Rogério herdou.

## Vida

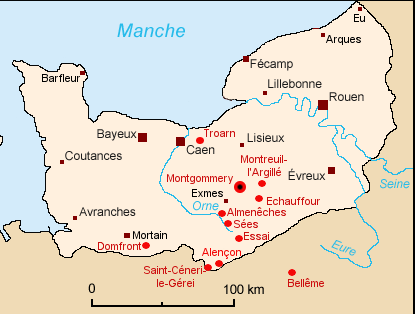
Mapa da Normandia, com diversos lugares relacionados aos Montgomery

Rogério foi um dos principais conselheiros de Guilherme, o Conquistador. Ele pode não ter lutado na invasão inicial da Inglaterra, em 1066, em vez ficou para trás para ajudar a governar a Normandia. De acordo com Roman de Rou de Wace, no entanto, ele comandou o flanco normando direito em Hastings, retornando para a Normandia com o rei Guilherme em 1067. Depois disso, foi confiado a terra em dois locais críticos em defesa da Inglaterra, recebendo a Rape de Arundel, no final de 1067 (ou no início de 1068), e em novembro 1071 foi criado conde de Shrewsbury; alguns historiadores acreditam que, enquanto ele recebeu os territórios de Shropshire em 1071 não recebeu o título de conde até alguns anos mais tarde.
Rogério foi, assim, um dos maiores magnatas de meia dúzia de terras na Inglaterra durante o reinado Guilherme, o Conquistador. O rei deu ao conde Rogério quase tudo do que é hoje o condado de West Sussex, que na época do Domesday Book era a Rape de Arundel. A Rape de Arundel acabou sendo dividida em duas Rapes, uma continuou com o nome de Arundel e a outra tornou-se a Rape de Chichester. Além dos 83 feudos em Sussex, seus bens também incluíam sete oitavos de Shropshire, que foi associado com o condado de Shrewsbury, tinha propriedades em Surrey (4 feudos), Hampshire (9 feudos), Wiltshire (3 feudos), Middlesex (8 feudos), Gloucestershire (1 feudo), Worcestershire (2 feudos), Cambridgeshire (8 feudos), Warwickshire (11 feudos) e Staffordshire (30 feudos). A renda das propriedades de Rogério equivaleria a cerca de 2 000 libras por ano, em 1086 sua riqueza na Inglaterra era em torno de 72 000 libras, por isso teria representado quase 3% do PIB do país.
Após a morte de Guilherme I, em 1087, Rogério se juntou com outros rebeldes para derrubar o recém-coroado rei Guilherme II na rebelião de 1088. No entanto, Guilherme foi capaz de convencer Rogério a abandonar a rebelião e aliar-se a ele. Isso funcionou favoravelmente para Rogério, enquanto os rebeldes foram derrotados e perderam suas propriedades de terra na Inglaterra.
Casou-se pela primeira vez com Mabel de Bellême, que era herdeira de um grande território abrangendo a fronteira entre a Normandia e o Maine. O cronista medieval Orderico Vital pinta um retrato de Mabel de Bellême como uma uma mulher intrigante e cruel. Ela foi assassinada por Hugo Bunuel e seus irmãos, que em dezembro 1077? entrou em seu castelo de Bures-sur-Dive e cortou a cabeça dela enquanto ela estava deitada na cama. Sua motivação para o assassinato era que Mabel lhe privou da sua herança paterna. Rogério e sua esposa tiveram 10 filhos:
- Roberto de Bellême, Conde de Alençon em 1082, ele sucedeu seu irmão mais novo Hugo como terceiro conde de Shrewsbury. Casou-se com Inês, condessa de Ponthieu e morreu em 1131.[9]
- Hugo de Montgomery, segundo conde de Shrewsbury, morreu sem descendência em 1098.[10]
- Rogério de Poitevin, Vicomte d'Hiemois, casou-se com Adelmode de la Marche.[11]
- Filipe de Montgomery.[12]
- Arnulfo de Montgomery,[12] casou-se com a filha de Lafracota Muirchertach Ua Briain.[13]
- Sibila de Montgomery, ela casou-se com Roberto Fitzhamon, senhor de Creully.[14]
- Ema, abadessa de Almenchêches.[15]
- Matilda (Maud) de Montgomery, casou-se com Roberto, Conde de Mortain e morreu por volta de 1085.[16]
- Mabel de Montgomery, casou-se com Hugo de Châteauneuf.[12]
- Rogério de Montgomery, morreu jovem.

Rogério então se casou com Adelaide de Le Puiset, com quem teve um filho, Everard, que entrou na Igreja.
Após sua morte, suas propriedades foram divididas. O filho mais velho sobrevivente, Roberto, recebeu a maior parte das propriedades normandas (bem como propriedades de sua mãe); o próximo filho, Hugo, recebeu a maior parte das propriedades inglesas e o condado de Shrewsbury. Após a morte de Hugo o filho mais velho Roberto herdou o condado.